# World of Our Own
World of Our Own è il terzo album in studio del gruppo musicale pop irlandese Westlife, pubblicato nel 2001.

## Tracce
1. Queen of My Heart – 4:23
2. Bop Bop Baby – 4:26
3. I Cry – 4:14
4. Uptown Girl – 3:06
5. Why Do I Love You – 3:43
6. I Wanna Grow Old With You – 4:10
7. When You're Looking Like That – 3:52
8. Evergreen – 4:07
9. World of Our Own – 3:35
10. To Be Loved – 3:20
11. Drive (For All Time) – 3:33
12. If Your Heart's Not In It – 4:24
13. When You Come Around – 3:46
14. Don't Say It's Too Late – 4:15
15. Don't Let Me Go – 3:34
16. Walk Away – 4:03
17. Love Crime – 3:20
18. Imaginary Diva – 3:44
19. Angel – 4:24
20. Bad Girls – 3:25

## Classifiche
| Classifica (2001-02) | Posizione massima |
| -------------------- | ----------------- |
| Australia            | 3                 |
| Austria              | 9                 |
| Belgio (Fiandre)     | 8                 |
| Danimarca            | 3                 |
| Francia              | 141               |
| Germania             | 8                 |
| Irlanda              | 1                 |
| Norvegia             | 7                 |
| Paesi Bassi          | 10                |
| Regno Unito          | 2                 |
| Singapore            | 1                 |
| Svezia               | 1                 |
| Svizzera             | 19                |